# 초걀
초걀은 옛 시킴 왕국의 군주 칭호로, 티베트어로 "의로운 지배자"를 뜻하는 단어이다.

## 같이 보기
- 데바라자